# مرکز ریاست‌جمهوری رادرفورد بی هیز
مرکز ریاست جمهوری رادرفورد بی هیز (به انگلیسی: Rutherford B. Hayes Presidential Center) یک مرکز فرهنگی و کتابخانه اسناد دولتی دوران ریاست جمهوری رادرفورد بیرچارد هیز است.
این مرکز در اوهایو قرار دارد.